# Valentine Hugo
Valentine Hugo, född 16 mars 1887 i Boulogne-sur-Mer, död 1968 i Paris, var en fransk konstnär.